# Sebastiano Galeati

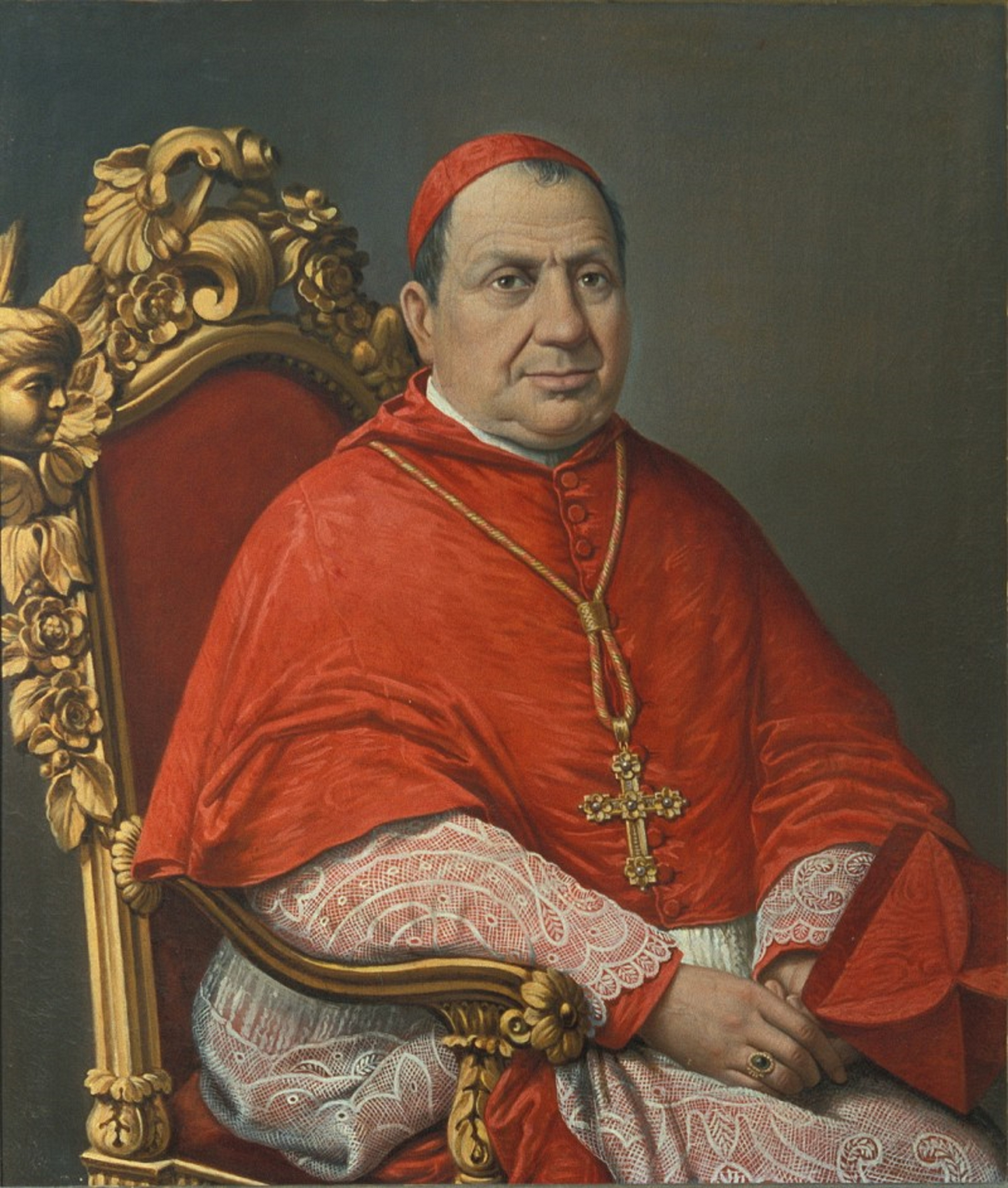
Sebastiano Kardinal Galeati (Porträt um 1895)

Kardinalswappen

Sebastiano Kardinal Galeati (* 8. Februar 1822 in Imola; † 25. Januar 1901 in Ravenna) war Erzbischof von Ravenna.

## Leben
Nachdem Sebastiano Galeati 1829 gefirmt wurde, studierte er bis Mai 1848 in Rom Zivil- und Kirchenrecht. Bereits im September 1844 hatte er in Imola die Priesterweihe empfangen. Nach seinem Studium in Rom war er Theologe am Priesterseminar von Imola und im Domkapitel.
Diese Tätigkeit übte er mehr als dreißig Jahre lang aus, ehe er 1881 mit fast 60 Jahren Bischof von Macerata-Tolentino wurde. Die Bischofsweihe erhielt Galeati am 14. August 1881 zusammen mit dem späteren Kardinal Giuseppe D’Annibale durch Kardinalvikar Raffaele Monaco La Valletta; Mitkonsekratoren waren Giulio Lenti, Weihbischof in Rom, und François Marinelli OESA, Titularbischof von Porphyreon. Sechs Jahre später, am 23. Mai 1887, wurde er Erzbischof von Ravenna.
Papst Leo XIII. nahm Galeati am 23. Juni 1890 als Kardinalpriester mit der Titelkirche San Lorenzo in Panisperna ins Kardinalskollegium auf. Er starb zehneinhalb Jahre später, kurz vor seinem 79. Geburtstag, in Ravenna und wurde im dortigen Dom bestattet.